# Kortstaartbuizerd
De kortstaartbuizerd (Buteo brachyurus) is een roofvogel uit de familie der havikachtigen (Accipitridae).

## Verspreiding en leefgebied
Deze soort komt voor in Argentinië, Belize, Bolivia, Brazilië, Colombia, Costa Rica, Ecuador, El Salvador, Frans Guyana, Guatemala, Guyana, Honduras, Mexico, Nicaragua, Panama, Paraguay, Peru, Suriname, Trinidad en Tobago, Verenigde Staten, Venezuela.
De soort telt twee ondersoorten:
- B. b. fuliginosus: van zuidelijk Florida en Mexico tot Panama.
- B. b. brachyurus: Zuid-Amerika.

## Status
De grootte van de populatie is in 2019 geschat op 5-50 miljoen volwassen vogels. Op de Rode lijst van de IUCN heeft deze soort de status niet bedreigd.